# Lučina (ort)
Lučina är en ort i Tjeckien.   Den ligger i regionen Mähren-Schlesien, i den östra delen av landet, 290 km öster om huvudstaden Prag. Lučina ligger 303 meter över havet och antalet invånare är 1 181.
Terrängen runt Lučina är huvudsakligen platt, men söderut är den kuperad.Runt Lučina är det tätbefolkat, med 343 invånare per kvadratkilometer. Närmaste större samhälle är Ostrava, 17,4 km nordväst om Lučina. Omgivningarna runt Lučina är en mosaik av jordbruksmark och naturlig växtlighet.